# Choquinha-pequena
Formigueirinho-pequeno ou choquinha-pequena (Myrmotherula minor) é uma espécie de ave da família Thamnophilidae.
É endémica do Brasil.
Os seus habitats naturais são: florestas subtropicais ou tropicais húmidas de baixa altitude.
Está ameaçada por perda de habitat.